# Veniliornis kirkii
A Veniliornis  kirkii a madarak (Aves) osztályának harkályalakúak (Piciformes) rendjébe, ezen belül a harkályfélék (Picidae) családjába tartozó faj.

## Előfordulása
Costa Rica, Panama, Trinidad és Tobago, valamint Brazília, Ecuador, Guyana, Kolumbia, Peru és Venezuela területén honos.

## Alfajai
- Veniliornis kirkii cecilii (Malherbe, 1849)
- Veniliornis kirkii continentalis Hellmayr, 1906
- Veniliornis kirkii kirkii (Malherbe, 1845)
- Veniliornis kirkii monticola Hellmayr, 1918
- Veniliornis kirkii neglectus Bangs, 1901